# Дэвисон, Тайлер
Тайлер Дэвисон (англ. Tyeler Davison; 23 сентября 1992, Финикс, Аризона) — профессиональный американский футболист, выступающий на позиции тэкла защиты. Игрок клуба НФЛ «Атланта Фэлконс». На студенческом уровне играл за команду университета штата Калифорния во Фресно. На драфте НФЛ 2015 года был выбран в пятом раунде.

## Биография
Тайлер Дэвисон родился 23 сентября 1992 года в Финиксе. Один из пяти детей в семье Рэмзи и Кэти Дэвисонов. Он учился в старшей школе Дезерт Маунтин в Скотсдейле. В составе её футбольной команды Дэвисон играл линейным в защите и нападении, был капитаном. В выпускной год его признали линейным нападения года в лиге. Кроме футбола он успешно занимался борьбой, выигрывал чемпионат штата.

### Любительская карьера
После окончания школы он поступил в университет штата Калифорния во Фресно. Сезон 2010 года Дэвисон провёл в статусе освобождённого игрока, тренируясь с командой, но не участвуя в матчах. В 2011 году он дебютировал в турнире NCAA и провёл тринадцать матчей в линии защиты, сделав 16 захватов. С 2012 года Дэвисон стал основным ноуз-тэклом команды. В тринадцати играх он сделал 43 захвата и три сэка, а также занёс тачдаун на возврате фамбла. По итогам сезона его включили в сборную звёзд конференции Маунтин Вест.
В 2013 году Дэвисон провёл в стартовом составе все тринадцать игр команды, став вместе с ней победителем конференции. В финале против «Юты Стейт» он сделал шесть захватов, показав свой лучший результат в сезоне. Перед стартом турнира 2014 года его называли в числе претендентов на Трофей Бронко Нагурски лучшему защитнику студенческого футбола. Дэвисон сыграл в тринадцати матчах и установил личные рекорды по количеству захватов, в том числе с потерей ярдов, и сэков. По итогам года его второй раз в карьере включили в сборную звёзд конференции.

#### Статистика выступлений в NCAA
| Сезон | Команда               | Игры | Захваты | Захваты | Захваты | Захваты | Захваты | Перехваты | Перехваты | Перехваты | Перехваты | Перехваты | Фамблы | Фамблы | Фамблы | Фамблы |
| Сезон | Команда               | Игры | Solo    | Ast     | Tot     | Loss    | Sk      | Int       | Yds       | Y/R       | TD        | PD        | FR     | Yds    | TD     | FF     |
| ----- | --------------------- | ---- | ------- | ------- | ------- | ------- | ------- | --------- | --------- | --------- | --------- | --------- | ------ | ------ | ------ | ------ |
| 2010  | Фресно Стейт Буллдогз | —    | —       | —       | —       | —       | —       | —         | —         | —         | —         | —         | —      | —      | —      | —      |
| 2011  | Фресно Стейт Буллдогз | 13   | 7       | 9       | 16      | 1,0     | 1,0     | 0         | 0         | 0,0       | 0         | 0         | 0      | 0      | 0      | 0      |
| 2012  | Фресно Стейт Буллдогз | 13   | 28      | 15      | 43      | 7,3     | 3,0     | 0         | 0         | 0,0       | 0         | 1         | 1      | 9      | 1      | 1      |
| 2013  | Фресно Стейт Буллдогз | 13   | 25      | 15      | 40      | 6,5     | 2,0     | 0         | 0         | 0,0       | 0         | 2         | 0      | 0      | 0      | 0      |
| 2014  | Фресно Стейт Буллдогз | 13   | 32      | 25      | 57      | 10,5    | 7,5     | 0         | 0         | 0,0       | 0         | 0         | 1      | 0      | 0      | 1      |
| Всего | Всего                 | 52   | 92      | 64      | 156     | 25,0    | 13,5    | 0         | 0         | 0,0       | 0         | 3         | 2      | 9      | 1      | 2      |

### Профессиональная карьера
Сайт Bleacher Report перед драфтом 2015 года характеризовал Дэвисона как одного из лучших тэклов защиты в классе. Среди его сильных сторон отмечали умение вести борьбу за позицию, игру против двойных блоков и хороший уровень атлетизма. К минусам относили недостаточную подвижность и технические ошибки, приводящие к игре только за счёт силы рук.

#### Нью-Орлеан Сэйнтс
На драфте Дэвисон был выбран «Нью-Орлеаном» в пятом раунде под общим 154 номером. Летом он подписал с клубом четырёхлетний контракт на общую сумму 2,5 млн долларов. В дебютном для себя сезоне он сыграл во всех шестнадцати матчах регулярного чемпионата, сделав 18 захватов и 1,5 сэка. На поле он провёл 534 розыгрыша, часто играя против двух линейных нападения соперника. В 2016 году Дэвисон сыграл в пятнадцати матчах, хотя на протяжении всего сезона его беспокоили травмированные стопа и плечо. Он хорошо показал себя против выносного нападения соперника, сделал 23 захвата, сбил две передачи и форсировал один фамбл. В январе 2017 года ему сделали операцию на плече.
В 2017 году Дэвисон принял участие в шестнадцати матчах, деля игровое время с Шелдоном Рэнкинсом и Дэвидом Оньематой. Он был особенно полезен против выноса, сделал 31 захват и форсировал два фамбла. Сайт Pro Football Focus за сезон поставил ему 81 балл, что соответствовало 39 месту из 122 оцениваемых линейных защиты. Роль игрока ротации Дэвисон исполнял и в 2018 году. Он сыграл четырнадцать матчей и сделал два сэка, лучший результат в карьере. После окончания сезона он получил статус неограниченно свободного агента.

#### Атланта Фэлконс
В апреле 2019 года Дэвисон подписал однолетний контракт с «Атлантой». По ходу чемпионата он стал одним из ключевых игроков линии защиты, сыграв в шестнадцати матчах и сделав лучшие в своей карьере 55 захватов. В марте 2020 года он продлил контракт с «Фэлконс» ещё на три года, сумма соглашения составила 12 млн долларов. В шестнадцати матчах чемпионата 2020 года Дэвисон сделал 36 захватов.

#### Статистика выступлений в НФЛ

##### Регулярный чемпионат
| Сезон | Команда           | Игры | Захваты | Захваты | Захваты | Захваты | Захваты | Перехваты | Перехваты | Перехваты | Перехваты | Перехваты | Фамблы | Фамблы | Фамблы | Фамблы |
| Сезон | Команда           | Игры | Solo    | Ast     | Tot     | Loss    | Sk      | Int       | Yds       | Y/R       | TD        | PD        | FR     | Yds    | TD     | FF     |
| ----- | ----------------- | ---- | ------- | ------- | ------- | ------- | ------- | --------- | --------- | --------- | --------- | --------- | ------ | ------ | ------ | ------ |
| 2015  | Нью-Орлеан Сэйнтс | 16   | 10      | 8       | 18      | 4       | 1,5     | 0         | 0         | 0,0       | 0         | 0         | 0      | 0      | 0      | 0      |
| 2016  | Нью-Орлеан Сэйнтс | 15   | 9       | 14      | 23      | 0       | 0,0     | 0         | 0         | 0,0       | 0         | 2         | 0      | 0      | 0      | 0      |
| 2017  | Нью-Орлеан Сэйнтс | 16   | 22      | 9       | 31      | 3       | 0,0     | 0         | 0         | 0,0       | 0         | 1         | 0      | 0      | 0      | 2      |
| 2018  | Нью-Орлеан Сэйнтс | 14   | 8       | 15      | 23      | 2       | 2,0     | 0         | 0         | 0,0       | 0         | 1         | 0      | 0      | 0      | 1      |
| 2019  | Атланта Фэлконс   | 16   | 26      | 29      | 55      | 4       | 1,0     | 0         | 0         | 0,0       | 0         | 0         | 1      | 0      | 0      | 0      |
| 2020  | Атланта Фэлконс   | 16   | 15      | 21      | 36      | 2       | 0,5     | 0         | 0         | 0,0       | 0         | 0         | 0      | 0      | 0      | 0      |
| 2021  | Атланта Фэлконс   | 12   | 10      | 20      | 30      | 3       | 0,0     | 0         | 0         | 0,0       | 0         | 0         | 0      | 0      | 0      | 0      |
| Всего | Всего             | 105  | 100     | 116     | 216     | 18      | 5,0     | 0         | 0         | 0,0       | 0         | 4         | 1      | 0      | 0      | 3      |

* На 23 декабря 2021 года

##### Плей-офф
| Сезон | Команда           | Игры | Захваты | Захваты | Захваты | Захваты | Захваты | Перехваты | Перехваты | Перехваты | Перехваты | Перехваты | Фамблы | Фамблы | Фамблы | Фамблы |
| Сезон | Команда           | Игры | Solo    | Ast     | Tot     | Loss    | Sk      | Int       | Yds       | Y/R       | TD        | PD        | FR     | Yds    | TD     | FF     |
| ----- | ----------------- | ---- | ------- | ------- | ------- | ------- | ------- | --------- | --------- | --------- | --------- | --------- | ------ | ------ | ------ | ------ |
| 2017  | Нью-Орлеан Сэйнтс | 2    | 1       | 8       | 9       | 1       | 1,0     | 0         | 0         | 0,0       | 0         | 0         | 0      | 0      | 0      | 0      |
| 2018  | Нью-Орлеан Сэйнтс | 2    | 3       | 3       | 6       | 0       | 0,0     | 0         | 0         | 0,0       | 0         | 0         | 0      | 0      | 0      | 0      |
| Всего | Всего             | 4    | 4       | 11      | 15      | 1       | 1,0     | 0         | 0         | 0,0       | 0         | 0         | 0      | 0      | 0      | 0      |